# 仁井田桃子
仁井田 桃子（にいだ ももこ、2000年8月1日 - ）は、日本の女子バレーボール選手である。

## 来歴
東京都武蔵村山市出身。母は元日立ベルフィーユの金子亜矢である。姉や「アタックNo.1」から影響を受け、小学1年生からバレーボールを始める。
2016年、下北沢成徳高等学校に進学。1年生のときにチームは全日本高等学校選手権大会（春高バレー）で優勝。2年生、3年生のときもベスト4に入った。2018/19シーズン、V.LEAGUE DIVISION1 WOMEN（V1女子）に所属する埼玉上尾メディックスの内定選手となった。
2019年、高校卒業後に、埼玉上尾メディックスに入団した。入団1シーズン目となる2019/20シーズンにV1女子の試合に出場し、Vリーグデビューを果たした。途中出場はあれど出場機会がそれほどない時期が続き、高校時代がピークだったのかと思うことがあったが、元選手の母からはっぱをかけられたこともあり、モチベーションを保った。
2022/23シーズンに入ると出場機会が増え、V1開幕戦のNECレッドロケッツ戦で自身初となるスタメン出場を果たす。その試合でチームのストレート勝ちに貢献した。リーグ3試合目のPFUブルーキャッツ戦でもチームの勝利に貢献し、VOM（V-leaguer Of the Match、試合で最も活躍した選手）を受賞した。
2025年4月3日、2024-25シーズン限りでの退団が発表された。4月30日に自由交渉選手として公示。6月に群馬グリーンウイングス入団が発表された。

## 所属チーム
- 武蔵村山市立第三小学校（武蔵ラビット）[1]
- 世田谷区立北沢中学校[1]
- 下北沢成徳高等学校（2016-2019年）
- 埼玉上尾メディックス #31 → #19（2019-2025年）
- 群馬グリーンウイングス（2025年-）

## 個人成績
V.LEAGUEの個人成績は下記の通り（ファイナルステージ、VCup含む）。
| 大会            | チーム          | 出場     | 出場        | アタック | アタック | アタック | アタック | バックアタック | バックアタック | バックアタック | バックアタック | アタック 決定本数 | ブロック | ブロック       | サーブ | サーブ         | サーブ   | サーブ | サーブ | サーブ   | サーブレシーブ | サーブレシーブ | サーブレシーブ | サーブレシーブ | 総得点      | 総得点      | 総得点   | 総得点      |
| --------------- | --------------- | -------- | ----------- | -------- | -------- | -------- | -------- | -------------- | -------------- | -------------- | -------------- | ----------------- | -------- | -------------- | ------ | -------------- | -------- | ------ | ------ | -------- | -------------- | -------------- | -------------- | -------------- | ----------- | ----------- | -------- | ----------- |
| 大会            | チーム          | 試 合 数 | セ ッ ト 数 | 打 数    | 得 点    | 失 点    | 決 定 率 | 打 数          | 得 点          | 失 点          | 決 定 率       | セ ッ ト 平 均    | 得 点    | セ ッ ト 平 均 | 打 数  | ノ 丨 タ ッ チ | エ 丨 ス | 失 点  | 効 果  | 効 果 率 | 受 数          | 成 功 ・ 優    | 成 功 ・ 良    | 成 功 率       | ア タ ッ ク | ブ ロ ッ ク | サ 丨 ブ | 得 点 合 計 |
| V1 2021-22      | 埼玉上尾        | 27       | 43          | 132      | 38       | 6        | 28.8     | 4              | 1              | 0              | 25.0           | 0.88              | 7        | 0.16           | 69     | 0              | 3        | 9      | 17     | 7.2      | 136            | 53             | 38             | 52.9           | 38          | 7           | 3        | 48          |
| V1 2020-21      | 埼玉上尾        | 17       | 2           | 7        | 2        | 0        | 28.6     | 0              | 0              | 0              | -              | 1.00              | 0        | -              | 0      | 0              | 0        | 0      | 0      | -        | 6              | 3              | 1              | 58.3           | 2           | 0           | 0        | 2           |
| V1 2019-20      | 埼玉上尾        | 22       | 22          | 28       | 8        | 1        | 28.6     | 0              | 0              | 0              | -              | 0.36              | 3        | 0.14           | 10     | 0              | 1        | 0      | 1      | 12.5     | 29             | 11             | 10             | 55.2           | 8           | 3           | 1        | 12          |
| 通算：3シーズン | 通算：3シーズン | 66       | 67          | 167      | 48       | 7        | 28.7     | 4              | 1              | 0              | 25.0           | 0.72              | 10       | 0.15           | 79     | 0              | 4        | 9      | 18     | 7.9      | 171            | 67             | 49             | 53.5           | 48          | 10          | 4        | 62          |

## 出演

### YouTube
- 埼玉上尾メディックス｜選手紹介2020【#19 仁井田桃子】（2020年10月14日）